# Taenaris macrops
Taenaris macrops är en fjärilsart som beskrevs av Felder 1860. Taenaris macrops ingår i släktet Taenaris och familjen praktfjärilar. Inga underarter finns listade i Catalogue of Life.